# Jurij Zjirkov
Jurij Valentinovitj Zjirkov (ryska: Юрий Валентинович Жирков), född 20 augusti 1983, är en rysk fotbollsspelare som spelar för Zenit Sankt Petersburg och i det ryska landslaget. Hans smeknamn är "Rysslands Ronaldinho". 
Zjirkov fick sitt internationella genombrott i EM 2008 där han blev uttagen i UEFA:s lag, tillsammans med sina lagkamrater Andrej Arsjavin och Roman Pavljutjenko.